# 常曲率
数学上，微分几何中的常曲率是一个通常用于曲面的概念。对于那些曲面，标量曲率是决定局部几何特点的唯一数字，而它为常数显然表示曲面在所有点有相同几何结构。圆也称为具有常曲率，而且，以一种自然（但不同）的意义上是常曲率，因为一维流形内在曲率总是0，因而只有嵌入曲率。
有常曲率的标准曲面是有正曲率的椭圆几何（或者球面几何），有0曲率的欧氏几何，和有负曲率的双曲几何（伪球面几何）。因为黎曼曲面可以变为常曲率，因此对于负曲率存在大量其他的例子。
对于高维流形，常曲率通常意味着常截面曲率。和曲面情形相同，存在三类几何（椭圆，平直，或者双曲），其曲率分别为正，0，或者负。
参看： 黎曼流形曲率